# Юрчаково (Подлесный сельсовет, Вологодский район)
Юрчаково — деревня в Вологодском районе Вологодской области.
Входит в состав Подлесного сельского поселения, с точки зрения административно-территориального деления — в Подлесный сельсовет.
Расстояние по автодороге до районного центра Вологды — 31 км, до центра муниципального образования Огарково — 18 км. Ближайшие населённые пункты — Сестрилка, Скрябино, Селезенцево.
По переписи 2002 года население — 6 человек.